# マニー・ペレス
マニー・ペレス（Manny Pérez、1969年5月5日 - ）は、ドミニカ共和国の俳優。

## 出演作品
- 人生は小説よりも奇なり（ロベルト）
- 必殺処刑人 リベンジ（アントワン）
- クルックリン（ヘクター）
- クリミナル・マインド６・エピソード１２（地元警察）